# Hieratyzm
Hieratyzm – tendencja w sztuce do uwypuklania w dziełach postaci, w celu pokazania ich dostojeństwa, jak również do ukazywania dostojności uroczystych rytuałów religijnych. W tej tendencji postacie są pokazywane jako zastygłe w pełnym wzniosłości bezruchu.